# Marcin Kowalczyk (aktor)
Marcin Kowalczyk (ur. 28 lipca 1987 w Krakowie) – polski aktor filmowy, laureat nagrody im. Zbyszka Cybulskiego

## Kariera sceniczna
W 2004 zadebiutował na scenie krakowskiego Teatru Mumerus jako żebrak i Walenty w Iwonie Witolda Gombrowicza w reżyserii Wiesława Hołdysa.  Grał też w Woyzecku (2009) Georga Büchnera w Teatrze „Bagatela” im. Tadeusza Boya-Żeleńskiego w reż. Andrzeja Domalika i w Klubie Polski (2010) jako Konrad / Juliusz Słowacki, wystawionym przez Pawła Miśkiewicza w warszawskim Teatrze Dramatycznym. W 2011 za występ w spektaklu dyplomowym Babel 2 w reżyserii Mai Kleczewskiej otrzymał nagrodę aktorską na XXIX Festiwalu Szkól Teatralnych w Łodzi.
W 2012 ukończył studia na Wydziale Aktorskim PWST w Krakowie. Znalazł się w obsadzie przedstawienia Wyzwolenie (2017) Stanisława Wyspiańskiego w reż. Krzysztofa Garbaczewskiego w Teatrze Studio im. Stanisława Ignacego Witkiewicza, wystąpił jako „Blue Lady” w Ognistym Aniele Siergieja Prokofjewa w reż. Mariusza Trelińskiego w Teatrze Wielkim-Operze Narodowej w Warszawie oraz zagrał Gregersa Werle w Dzikiej kaczce (2019) Henrika Ibsena w reż. Franciszka Szumińskiego w Teatrze im. Stefana Żeromskiego w Kielcach.

## Kariera ekranowa
Za debiutancką kreację kinową Piotra „Magika” Łuszcza w filmie Jesteś Bogiem (2012) zdobył wiele nagród, w tym Polską Nagrodę Filmową Orzeł w kategorii: Odkrycie roku. Główna rola męska w debiucie fabularnym Krzysztofa Skoniecznego Hardkor Disko (2014) przyniosła mu nagrodę na 33. Festiwalu Debiutów Filmowych „Młodzi i Film” w Koszalinie – „za stworzenie elektryzującej roli, która za pomocą minimalnych środków buduje wysokie napięcie”. Za postać ukrywającego się zbrodniarza w etiudzie fabularnej Źle nam z oczu patrzy (2014) odebrał nagrodę honorową w Ogólnopolskim Konkursie Filmów Niezależnych w Koninie. Wystąpił w teledysku do piosenki Ørganek „Mississippi w ogniu” (2016). Został obsadzony w pierwszoplanowej roli w dramacie sensacyjnym Macieja Kawulskiego Jak zostałem gangsterem. Historia prawdziwa (premiera: 3 stycznia 2020).

## Filmografia
| Rok  | Tytuł                                       | Rola                     | Reżyser                                    |
| ---- | ------------------------------------------- | ------------------------ | ------------------------------------------ |
| 2012 | Jesteś Bogiem                               | Piotr „Magik” Łuszcz     | Leszek Dawid                               |
| 2012 | Dziewczyna z szafy                          | gniewny                  | Bodo Kox                                   |
| 2014 | Hardkor Disko                               | Marcin                   | Krzysztof Skonieczny                       |
| 2015 | Kosmos                                      | Adam                     | Marcin Kamiński                            |
| 2015 | Hel                                         | Kail                     | Paweł Tarasiewicz, Katarzyna Priwieziencew |
| 2015 | Anatomia zła                                | sierżant Stanisław Waśko | Jacek Bromski                              |
| 2015 | Córki dancingu                              | Tryton / Dedal           | Agnieszka Smoczyńska                       |
| 2018 | Alpha                                       | Sigma                    | Albert Hughes                              |
| 2020 | Jak zostałem gangsterem. Historia prawdziwa | bohater                  | Maciej Kawulski                            |
| 2022 | Matka                                       | Rafał Marczak            | Piotr Trzaskalski                          |
| 2023 | Mój agent                                   | Max Janowski             | Julia Kolberger                            |
| 2023 | Informacja zwrotna                          | Tomaszek                 | Leszek Dawid                               |
| 2024 | Idź przodem, bracie                         | Damian Czorny            | Maciej Pieprzyca                           |

## Nagrody
- Nagroda na FPFF w Gdyni Nagroda indywidualna za główną rolę męską: 2012 Jesteś Bogiem
- 2012 Nagroda im. Zbyszka Cybulskiego (Jesteś Bogiem)[6]